# SPOON Magazine
SPOON Magazine est un magazine de mode semestriel de photographie de mode et d'art créé en 1996 sur internet exclusivement, puis est publié sur papier pour la première fois dans la même année.

## Historique
De nombreux photographes y ont travaillé : Steve Hiett (qui illustre toutes les couvertures du numéro 1 à 7,), David Bailey, James Moore, Hans Feurer, Jean François Lepage, Jerome Esch, Gleb Kosorukov, Jean Christian Bourcart, Lars Botten, Emmanuel Gimeno, Garth Meyer, Diego Zitelli ainsi que les artistes Andreï Molodkine, Irina Polin, Julie Verhoeven, Marc Behm, Romain Slocombe.
Le contenu du numéro 4 du magazine sous titré Summer of Love publié en mars 1999, sera considéré comme une avant-garde de l'esthétique porno chic par le magazine The Face.